# Rui Facó
Rui de Queirós Facó (Beberibe, 4 de outubro de 1913 — Cordilheira dos Andes, 15 de março de 1963) foi um jornalista, intelectual, ativista e escritor marxista brasileiro.

## Biografia
Nascido no interior do Ceará numa família abastada e tradicional, era filho de Gustavo e Antonieta de Queirós Facó. Apesar de suas origens, era consciente da dura realidade cearense da década de 1910, o que fez com que Facó se interessasse em pesquisar o passado dos estratos sociais menos privilegiados da realidade brasileira. Dado seu interesse, começou a buscar compreender a Guerra de Canudos, os escravos, atos de cangaceiros, os movimentos republicanos e a penetração do imperialismo no país.
Com um certo reconhecimento de sua pesquisa em sua cidade, mudou para a capital cearense, Fortaleza, quando começou a trabalhar de jornalista e entrou para o Partido Comunista do Brasil (PCB). Participa no ano de 1935 da Aliança Nacional Libertadora (ANL), movimento em contestação ao governo do então presidente Getúlio Vargas. No mesmo ano, ingressou na Faculdade de Direito do Ceará vinculado a Universidade Federal do Ceará (UFC), para fazer o curso de Direito.
No ano de 1936, muda-se para Salvador, capital do estado da Bahia. Migrou o curso para a Faculdade de Direito da Universidade Federal da Bahia da Universidade Federal da Bahia (UFBA). Em 1945, migrou de Salvador para o Rio de Janeiro, onde tornou-se parte da redação jornalística do periódico de esquerda, A Classe Operária.
Em 1952, mudou-se para a União Soviética onde continuou trabalhando e foi trabalhar na Rádio de Moscou. No ano de 1958, retorna da União Soviética para o Brasil, mais especificamente retorna para o Rio de Janeiro, onde passa a trabalhar esquerdista Novos Rumos.
Atuou em diversos cargos do Partido Comunista, dentro da burocracia partidária e também na imprensa do partido.

## Morte
No dia 5 de março de 1963, Rui Facó deixou o Rio de Janeiro para uma viagem que o levaria pela América Latina. Seu objetivo era escrever para Novos Rumos uma série de reportagens importantes sobre a realidade e os problemas sociais e políticos do Cone Sul, coletando criteriosamente um conjunto de dados e registrando fatos e depoimentos in loco. Seu destino final deveria ter sido, supõe-se, Havana; como delegado do PCB, participaria de um ato público de apoio à revolução cubana. Foi então primeiro para Buenos Aires, depois para Santiago do Chile, de onde voou para La Paz, na Bolívia, com escala final em Arica, no extremo norte do Chile. Porém, o avião, tipo Douglas DC-6B, em resposta ao vôo nº 915 da empresa Lloyd Aéreo Boliviano, que havia decolado do aeroporto de Arica em 15 de março de 1963 às 13h27, se chocou contra rochas. Próximo ao vulcão chileno Tacora, um pouco além da fronteira com o Peru. No acidente, causado por péssimas condições atmosféricas — fortes turbulências são comuns na parte oeste da Cordilheira dos Andes — morreram todos os 39 ocupantes da aeronave (36 passageiros e 3 tripulantes).

Símbolo do Partido Comunista Brasileiro (PCB).

## Legado
O ano de 2013, tanto o centenário do nascimento do jornalista como o quinquagésimo aniversário da sua morte, foi proclamado “Ano Rui Facó” pelo deputado cearense Paulo Facó (Paulo de Tarso Facó Bezerra) (PT do B). Neste contexto de homenagens, decorreu um seminário dedicado à sua vida e obra, cabendo a redação da biografia de Rui Facó ao jornalista e professor da Universidade Federal do Ceará, Luís Sérgio Santos.

## Publicações
- Recorte tratando da arte de Oswaldo Goeldi (1941)[25]
- Brasil Século XX (1960)[26]
- Cangaceiros e fanáticos: gênese e lutas (1963)[27]